# Psychotria longipetiolata
Psychotria longipetiolata är en måreväxtart som beskrevs av George Henry Kendrick Thwaites. Psychotria longipetiolata ingår i släktet Psychotria och familjen måreväxter. Inga underarter finns listade i Catalogue of Life.